# Kövirózsafajok listája
A kövirózsa (Sempervivum) a kőtörőfű-virágúak (Saxifragales) rendjébe, ezen belül a varjúhájfélék (Crassulaceae) családjába és a fáskövirózsa-formák (Sempervivoideae) alcsaládjába tartozó nemzetség.

## Rendszerezés
A nemzetségbe az alábbi 51 faj és 15 természetes hibrid tartozik:
- Sempervivum acuminatum Jacquem. ex Decne.
- Sempervivum × alatum Scheele
- Sempervivum altum Turrill
- Sempervivum annae Gurgen.
- pókhálós kövirózsa (Sempervivum arachnoideum) L.
- Sempervivum armenum Boiss. & A.Huet
- Sempervivum artvinense Muirhead
- Sempervivum atlanticum (Ball ex Hook.f.) Baker
- Sempervivum atropatanum J.Parn.
- Sempervivum balcanicum Stoj.
- Sempervivum × barbulatum Schott
- Sempervivum borissovae Wale
- Sempervivum brevipilum Muirhead
- mészlakó kövirózsa (Sempervivum calcareum) Jord.
- Sempervivum carpathicum Wettst. ex Prodan
- Sempervivum caucasicum Rupr. ex Boiss.
- Sempervivum cernochii Niederle
- Sempervivum charadzeae Gurgen.
- Sempervivum × christii W.Wolf
- pillás kövirózsa (Sempervivum ciliosum) Craib
- Sempervivum × comollii Rota
- Sempervivum davisii Muirhead
- dolomitlakó kövirózsa (Sempervivum dolomiticum) Facchini
- Sempervivum dzhavachischvilii Gurgen.
- Sempervivum ekimii Karaer
- Sempervivum ermanicum Gurgen.
- Sempervivum erythraeum Velen.
- Sempervivum × feigeanum Neeff
- Sempervivum × fimbriatum Schnittsp. & C.B.Lehm.
- Sempervivum × funckii F.Braun ex W.D.J.Koch
- Sempervivum gillianiae Muirhead
- Sempervivum × giuseppii Wale
- Sempervivum glabrifolium Boriss.
- gömbös kövirózsa (Sempervivum globiferum) L. – egyes rendszerezések szerint: Jovibarba globifera (L.) J.Parn.
- Sempervivum grandiflorum Haw.
- Sempervivum herfriedianum Neeff
- Sempervivum heuffelii Schott – egyes rendszerezések szerint: Jovibarba heuffelii (Schott) Á.Löve & D.Löve
- Sempervivum ingwersenii Wale
- Sempervivum iranicum Bornm. & Gauba
- Sempervivum ispartae Muirhead
- Sempervivum kosaninii Praeger
- Sempervivum leucanthum Pancic
- Sempervivum × luisae L.Gallo
- Sempervivum macedonicum Praeger
- rózsás kövirózsa (Sempervivum marmoreum) Griseb.
- Sempervivum minus Turrill ex Wale
- Sempervivum minutum (Kunze ex Willk.) Nyman ex Pau
- havasi kövirózsa (Sempervivum montanum) L.
- Sempervivum × morelianum Viv.-Morel
- Sempervivum ossetiense Wale
- Sempervivum pisidicum Pesmen & Güner
- Sempervivum pittonii Schott, Nyman & Kotschy
- Sempervivum × praegeri G.D.Rowley
- Sempervivum pumilum M.Bieb.
- Sempervivum × rupicola A.Kern.
- Sempervivum ruthenicum Schnittsp. & C.B.Lehm.
- Sempervivum soculense D.Donati & G.Dumont
- Sempervivum sosnowskyi Ter-Chatsch.
- Sempervivum staintonii Muirhead
- Sempervivum × stenopetalum Schnittsp. & C.B.Lehm.
- fali kövirózsa (Sempervivum tectorum) L. – típusfaj
- Sempervivum × thompsonianum Wale
- Sempervivum transcaucasicum Muirhead
- Sempervivum × vaccarii Wilczek ex Vacc.
- Sempervivum vicentei Pau
- Sempervivum wulfenii Hoppe ex Mert. & W.D.J.Koch